# LGA 2066

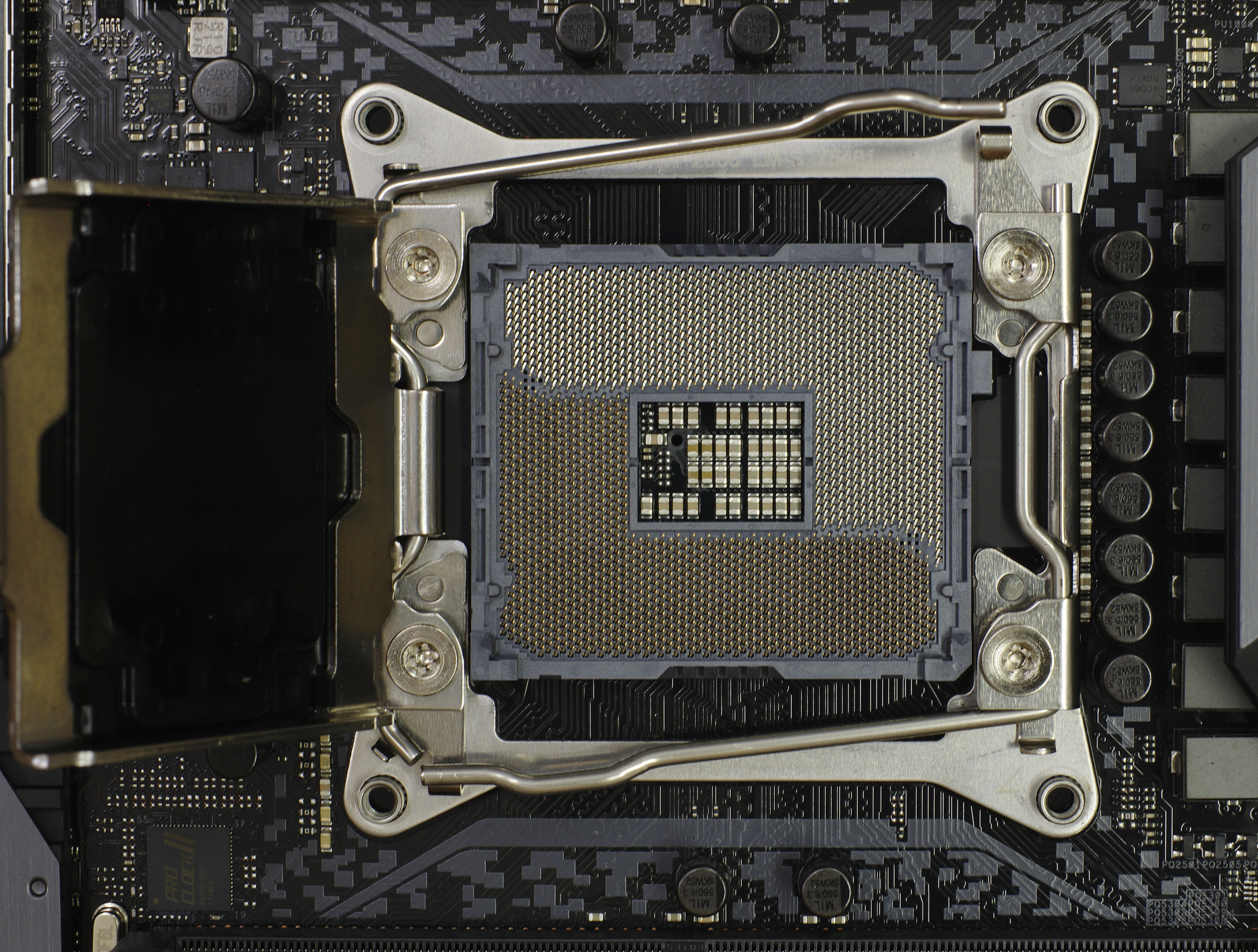
LGA 2066

LGA 2066은 소켓 R4라고도 불리는 것으로, 2017년 6월 Skylake-X 및 Kaby Lake-X 프로세서와 함께 출시된 인텔의 CPU 소켓이다. 성능, 고급 데스크톱 및 워크스테이션에서 인텔의 LGA 2011-3(R3)을 대체한다. 플랫폼(X299 "Basin Falls" 및 C422 칩셋 기반), LGA 3647(소켓 P)은 Skylake-SP(Xeon "Purley") 기반 서버 플랫폼에서 LGA 2011-3(R3)을 대체한다.

## 호환 프로세서

### 하이엔드 데스크톱(HEDT)
이 모든 CPU가 작동하려면 인텔 X299 칩셋이 필요하다. 따라서 C422 칩셋은 워크스테이션 프로세서에서만 작동하도록 엄격히 제한된다.
- Kaby Lake-X
- Skylake-X 7000-series
- Skylake-X 9000-series
- Cascade Lake-X

### 워크스테이션
- Skylake-W
- Cascade Lake-W